# Athanasía Tsoumeléka
Athanasía Tsoumeléka (Grieks: Αθανασία Τσουμελέκα) (Preveza, 2 januari 1982) is een voormalige Griekse snelwandelaarster. Ze werd in 2004 olympisch kampioene op de 20 km snelwandelen en nam in totaal tweemaal deel aan de Olympische Spelen.

## Biografie

### Eerste internationale successen
In 2001 begon haar internationale carrière met een zilveren medaille op de Europese kampioenschappen voor junioren in het Italiaanse Grosseto op de 10 km snelwandelen. Tsoumeléka eindigde hier achter de Russin Tatyana Kozlova (goud) en versloeg de Spaanse Beatriz Pascual (brons). Twee jaar later won zij bij de Europese kampioenschappen voor atleten onder 23 jaar de gouden medaille en werd ze zevende op het WK van 2003 in Parijs, beide keren op de 20 km snelwandelen.

### Olympisch kampioene
Zeer verrassend veroverde Athanasía Tsoumeléka op de Olympische Spelen van 2004 op de 20 km snelwandelen de gouden medaille, in een persoonlijk record van 1:29.12. Ze finishte hiermee slechts vier seconden voor de illustere Russin Olimpiada Ivanova en dertien seconden voor de Australische Jane Saville.
Op de WK van 2005 startte Tsoumeléka, ondanks een blessure. Ze leek een bronzen medaille te gaan winnen, maar werd enkele kilometers voor de finish gediskwalificeerd. Deze diskwalificatie werd zeer bekritiseerd, omdat uit de tv-beelden van de permanent meerijdende camera's van geen onreglementair wandelen sprake leek.
In 2006 werd Tsoumeléka moeder en laste een pauze in. Bij de WK van 2007 in Osaka was ze wel present, maar viel uit. Een jaar later was ze er op de Olympische Spelen in Peking opnieuw bij. Haar succes op de 20 km snelwandelen van vier jaar eerder wist ze niet te prolongeren, maar met een negende plaats in de nieuwe nationale recordtijd van 1:27.54 wist ze zich desondanks in het sterke veld aardig staande te houden.

### Betrapt op epo: einde atletiekloopbaan
Medio januari 2009 werd door Associated Press echter gemeld, dat Athanasía Tsoumeléka twee dagen voor de Spelen positief was getest voor het verboden bloeddopingmiddel epo. Ze verklaarde hierop niet bewust verboden middelen te hebben gebruikt. Direct nadat dit nieuws bekend werd, beëindigde ze haar loopbaan.
Op 28 april 2009 werd bekend dat er bij extra controles op dopingmonsters van de Olympische Spelen van 2008 zes sporters positief waren bevonden op de nieuwe variant van epo, Cera. Een dag later werd bekend dat Tsoumeléka een van deze sporters was.

## Titels
- Olympisch kampioene 20 km snelwandelen - 2004
- Grieks kampioene 20 km snelwandelen - 2002, 2003
- Europees kampioene 20 km snelwandelen U23 - 2003

## Persoonlijke records
| Onderdeel                 | Prestatie           | Datum            | Plaats   |
| ------------------------- | ------------------- | ---------------- | -------- |
| 5000 meter snelwandelen   | 22.04,90            | 10 april 2003    | Iraklion |
| 10.000 meter snelwandelen | 44.10,02            | 17 april 2004    | Pirgos   |
| 10 km snelwandelen        | 46:43               | 19 mei 2001      | Dudince  |
| 20 km snelwandelen        | 1:27.54 (nat. rec.) | 21 augustus 2008 | Peking   |

## Palmares

### 10 km snelwandelen
- 2000: 4e WJK - 47.10,96
- 2001:  EJK - 46.29,20

### 20 km snelwandelen
- 2003:  EK U23 - 1:33.55
- 2002: 9e EK - 1:31.25
- 2003: 7e WK - 1:29.34
- 2004:  OS - 1:29.12
- 2008: 9e OS - 1:27.54

2000: Wang Liping ·
2004: Athanasía Tsoumeléka ·
2008: Olga Kaniskina ·
2012: Qieyang Shenjie ·
2016: Liu Hong ·
2020: Antonella Palmisano ·
2024: Yang Jiayu